# María de Lusignan (condesa de Eu)
María de Lusignan (Marie) (¿ - Melle, 1 de octubre de 1260) era la condesa de Eu en Francia. Su padre era Rodolfo II de Lusignan, conde de Eu. La madre de María era la condesa Yolanda de Dreux, una de las esposas de Rodolfo.
María era también la dama de Issoudun. Se casó con Alfonso de Brienne. Sus hijos eran Juan I y Blanca, pero es posible que María también dio a luz a Isabel y Margarita.